# Les Trois etc. du colonel
Pour plus de détails, voir Fiche technique et Distribution.
Les Trois etc. du colonel (Le tre eccetera del colonnello) est un film franco-italien réalisé par Claude Boissol et sorti en 1960.

## Fiche technique
- Titre original : Le tre eccetera del colonnello
- Titre français : Les Trois etc. du colonel
- Réalisation : Claude Boissol
- Scénario : Pasquale Festa Campanile et Massimo Franciosa, d'après la pièce de José María Pemán
- Dialogues : Marc-Gilbert Sauvajon
- Décors : Ramiro Gómez et Angelo Zambo
- Costumes : Rosine Delamare et Georgette Fillon
- Photographie : Jean Bourgoin
- Montage : Louis Devaivre
- Musique : Salvador Ruiz de Luna
- Sociétés de production : Talma Films (Paris) - Vertix Film (Rome)
- Pays de production :  France,  Italie
- Langue : italien[1]
- Genre : Comédie
- Format : Couleur (Technicolor) - 35 mm - son mono
- Durée : 100 minutes
- Dates de sortie :
  - Italie : 26 août 1960
  - France : 12 octobre 1960

## Distribution
- Anita Ekberg : Georgina
- Daniel Gélin : le lieutenant Villard
- Vittorio de Sica : le colonel Belalcazar
- Maria Cuadra : Julie
- Giorgia Moll : Isabella
- Paolo Stoppa : le marquis
- Juan Calvo : le maire Lucas
- Fernando Fernán Gómez : Lorenzo
- Liliane Patrick